# Grenville (arrondissement)
Ne doit pas être confondu avec Grenville (Québec) ou Grenville-sur-la-Rouge.
Grenville est un arrondissement de la municipalité de Grenville-sur-la-Rouge en Outaouais, au Québec (Canada). 
Le territoire de l'arrondissement correspond à celui de l'ancienne municipalité du canton de Grenville avant sa fusion avec Calumet en 2002 pour former la municipalité de Grenville-sur-la-Rouge. L'arrondissement représente environ 98 % du territoire municipal. L'autre partie du territoire de la municipalité est incluse dans l'arrondissement de Calumet.

## Histoire
Le canton de Grenville est proclamé en 1808 et doit son nom à lord George Grenville (1712-1770), premier ministre britannique de 1763 à 1765. Ses actions pour taxer les colonies américaines, dont le Sugar Act (1764) et le Stamp Act (1765), contribuent au déclenchement de la révolution américaine. Il fait également partie du gouvernement de guerre de William Pitt durant la guerre de Sept Ans.
L'arrondissement de Grenville a été constitué le 24 avril 2002. Il s'agit d'un arrondissement bilingue en vertu de l'article 29.1 de la Charte de la langue française.